# Saint-Martin-le-Châtel
Saint-Martin-le-Châtel is een gemeente in het Franse departement Ain (regio Auvergne-Rhône-Alpes) en telt 735 inwoners (2004). De plaats maakt deel uit van het arrondissement Bourg-en-Bresse.

## Geografie
De oppervlakte van Saint-Martin-le-Châtel bedraagt 12,9 km², de bevolkingsdichtheid is 57,0 inwoners per km².
De onderstaande kaart toont de ligging van Saint-Martin-le-Châtel met de belangrijkste infrastructuur en aangrenzende gemeenten.

## Demografie
Onderstaande figuur toont het verloop van het inwonertal (bron: INSEE-tellingen).

Vanwege een beveiligingsprobleem met de MediaWiki Graph-software is het momenteel niet mogelijk deze grafiek weer te geven. Zodra de software is bijgewerkt zal de grafiek vanzelf weer zichtbaar worden.